# شكل الجسم
«شكل جسم الإنسان» هو ظاهرة معقدة مصحوبة بأفعال وتفاصيل دقيقة.الشكل أو الهيئة العامة للشخص عادة مايتحدد بقالب الهيكل العظمي، وكذلك توزيع العضلات والدهون. النمو عادة يكتمل بين عمر 13 و 18 سنة، حيث تنغلق اللوحات المشاشية من العظام الطويلة، ولا تسمح بالنمو بالاستمرار (انظر أيضاً هيكل الإنسان)

## الوظيفة العضوية
أثناء مرحلة البلوغ في عمر الإنسان، تبداً بوادر الاختلاف بين جسمي الأنثى والذكر وذلك بهدف التكاثر. يتكون جسم الإنسان الناضج من الكتلة العضلية التي تختلف بحسب معدل التمارين الرياضية التي يمارسها الإنسان، وتوزيع الدهون في الجسم التي بدورها تؤثر على التقلبات في هرمونات الجسم. والجينات الموروثة تلعب دوراً كبيراً في تطوير شكل جسم الإنسان.

## وصلات خارجية
- http://www.columbia.edu/itc/hs/pubhealth/modules/reproductiveHealth/anatomy.html
- http://www.sciencedaily.com/releases/2007/05/070523105948.htm